# Sangil-dong
Sangil-dong (koreanska: 상일동) är en stadsdel i stadsdistriktet Gangdong-gu i Sydkoreas huvudstad Seoul. 